# Акайкино
Акайкино (Акайкин) — упразднённый хутор в Кизлярском районе Дагестана.

## Географическое положение
Располагался на канале Кардонка, в 51 км к юго-востоку от г. Кизляр и 3 км к югу от села Новый Бирюзяк.

## История
Хутор образован русскими переселенцами в начале XX века. В 1929 г. хутор входил в состав Ново-Бирюзякского сельского совета Кизлярского района. В 1930-е годы организован колхоз «Красный Берег». Перестал существовать в начале 50-х годов в период укрупнения колхозов и переселения не перспективных сёл, население переселено в село Новый Бирюзяк.

## Население
По данным Всесоюзной переписи населения 1926 года:
| № | Национальность | Число хозяйств | Численность, чел. | Доля  |
| - | -------------- | -------------- | ----------------- | ----- |
| 1 | русские        | 31             | 161               | 100 % |